# NOAAS McArthur II (R 330)
Le NOAAS McArthur II (R 330) était un navire océanographique exploité par la National Oceanic and Atmospheric Administration (NOAAS) de 2003 à 2014. Auparavant, il était un navire de  la Stalwart-class ocean surveillance ship (en), navire de surveillance de l'United States Naval Ship (USNS) et portait le nom de USNS Indomitable (T-AGOS-7).
Depuis 2018, il fait office de navire-mère au submersible DSV Limiting Factor  en tant que  DSSV Pressure Drop.

## Historique

### Construction et mise en service
L’Indomitable a été construit par la Tacoma Boatbuilding Company (en) à Tacoma (État de Washington) le 26 janvier 1985 et mis à l'eau le 16 juillet 1985. Il a été livré à l'United States Navy le 26 novembre 1985 et mis en service dans la Military Sealift Command sous le nom de USNS Indomitable (T-AGOS-7) , un navire de la marine des États-Unis avec un équipage mixte de personnel de la marine américaine et de marins marchands civils.
Conçu pour collecter des données acoustiques de lutte anti-sous-marine durant la Guerre froide à l’aide du matériel de sonar Surveillance Towed Array Sensor System (en) (SURTASS), il a passé les dernières années de la guerre froide à la recherche de sous-marins de la Marine soviétique. Après la dislocation de l'URSS à la fin du mois de décembre 1991, mettant fin à la guerre froide, la nécessité de telles opérations de recherche a diminué. Il a reçu un radar AN/SPS-49 pour effectuer des missions de patrouilleur de lutte contre le trafic de stupéfiants entre la mer des Caraïbes et le canal de Panama. Le 2 décembre 2002, l'US Navy l'a retiré du service actif et il a été radié du Naval Vessel Register pour être transféré à la NOAA en 2003.

### Service à la NOAA
Le 9 décembre 2002, Indomitable a été transféré à la NOAA qui l'a transformé en un navire de recherche océanographique sous le nom de NOAAS McArthur II (R 330) le 20 mai 2003, en remplacement du navire de surveillance NOAAS McArthur (S 330). Il a fait partie de la flotte de la NOAA Pacific avec son port d'attache à Seattle dans l'État de Washington. Il a été retiré du service de la NOAA le 18 juin 2014 après avoir été inactif depuis 2011.

### Caladan Oceanic LLC service
En 2017, le navire a été acheté par Caladan Oceanic LLC pour servir de navire-mère au submersible habité DSV Limiting Factor de recherche en eaux profondes. Le navire a été nommé DSSV Pressure Drop parce que le sponsor financier Victor Vescovo admire les noms de navires trouvés dans les romans écrits par Iain Banks.
À partir de décembre 2018, il a pris part à The Five Deeps Expedition  afin de soutenir une visite humaine en submersible des grands fonds des cinq océans de la planète. Le 19 décembre 2018, le premier des cinq fonds marins a été visité : le fond de l'Atlantique à la Fosse de Porto Rico.
Le 31 janvier 2020, son submersible effectue une plongée sur l'épave du sous-marin français Minerve (S647) au large de Toulon et y dépose une plaque commémorative.

## Galerie

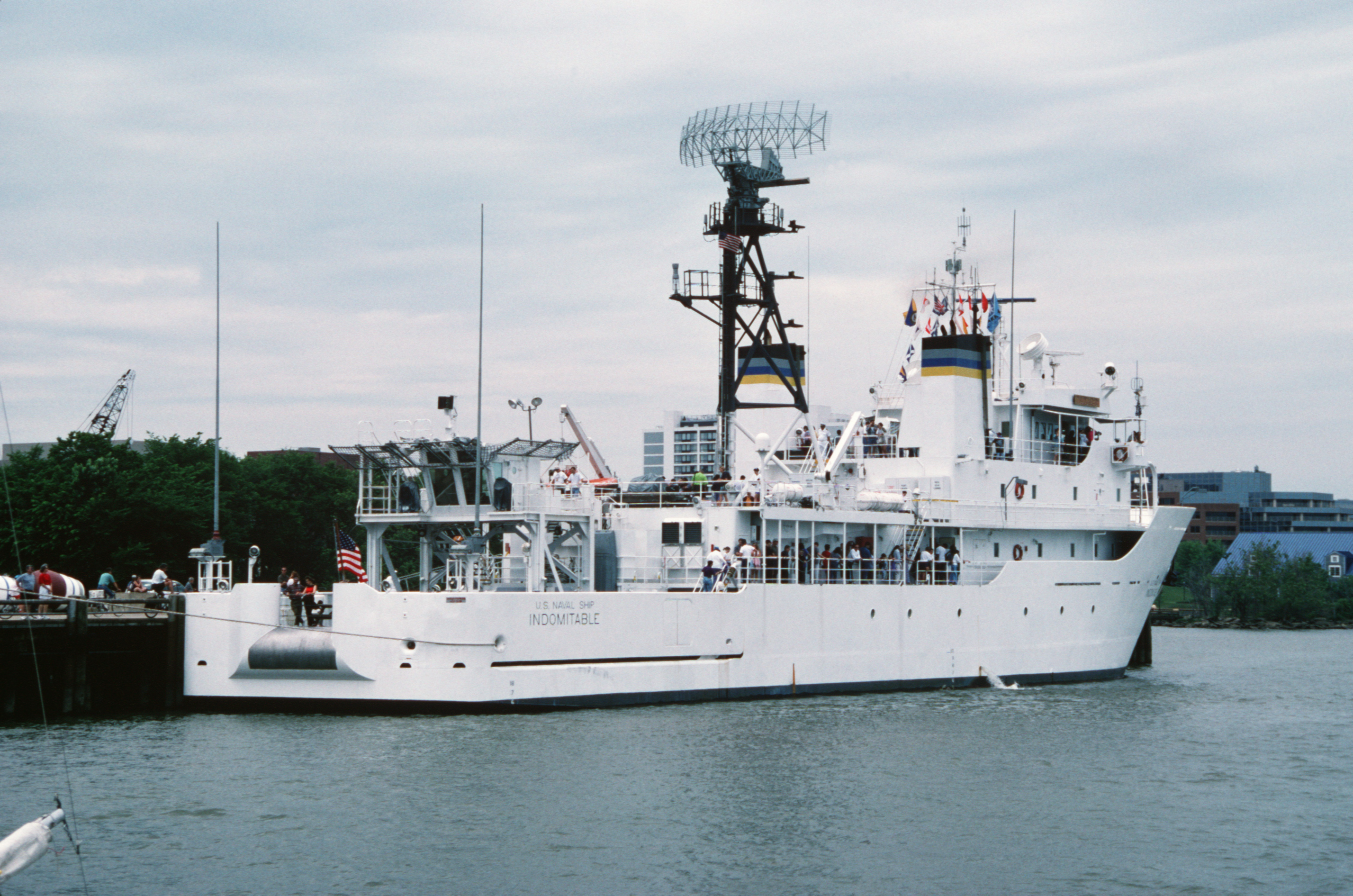
USNS Indomitable
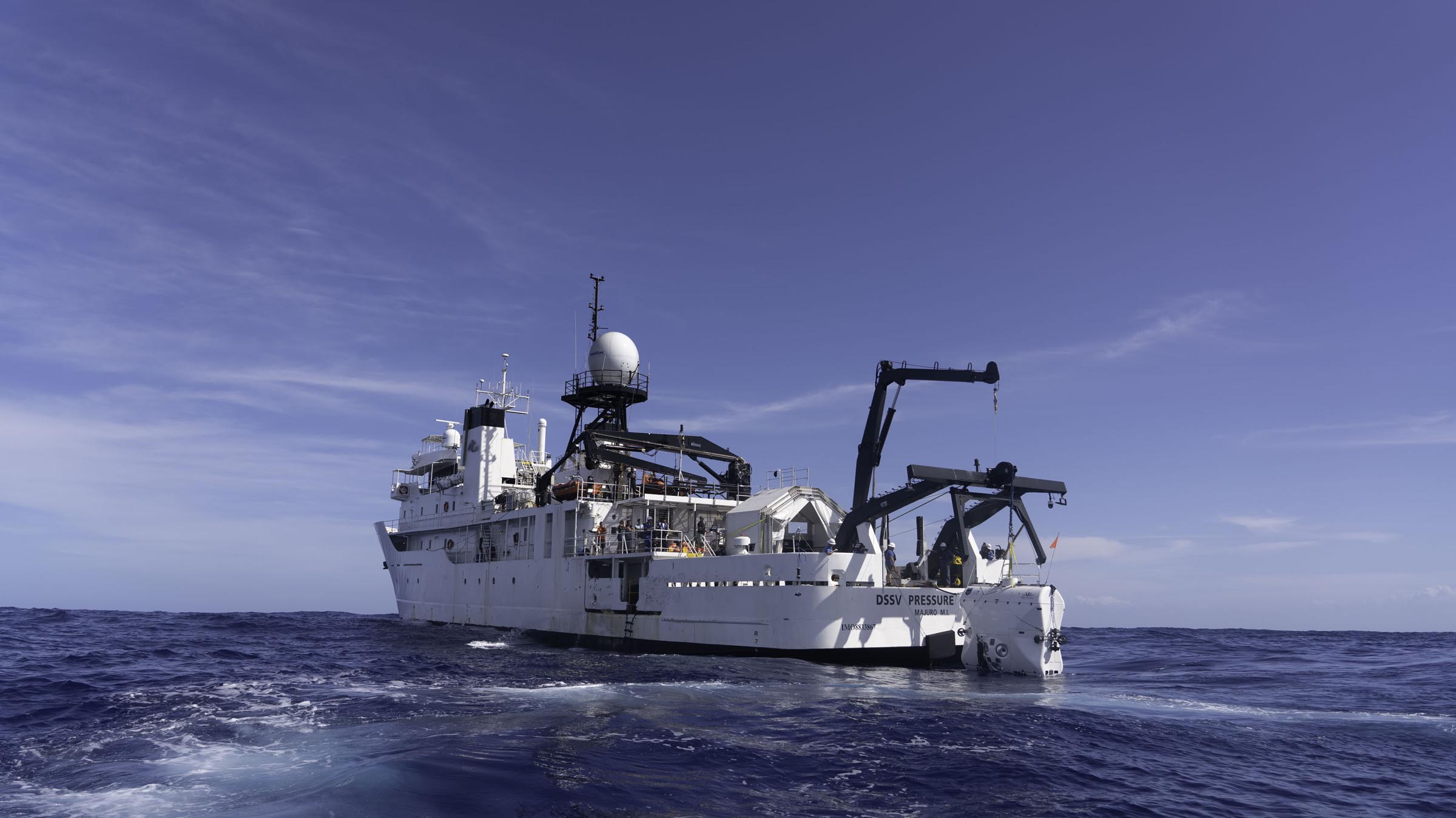
DSSV Pressure Drop
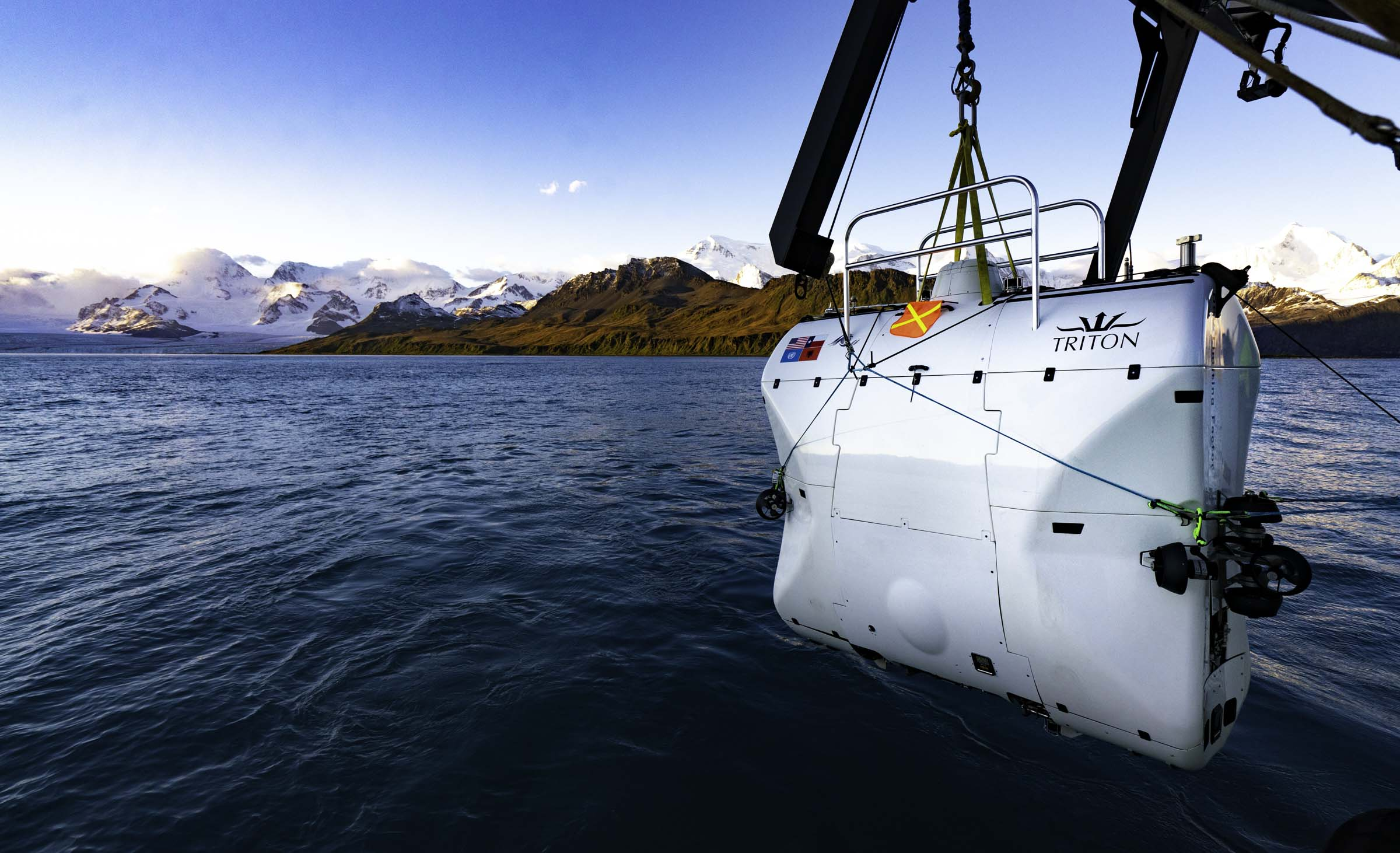
DSV Limiting Factor